# Nikołaj Tupicyn
Nikołaj Kuźmicz Tupicyn (ros. Никола́й Кузьми́ч Тупи́цын, ur. 1910, zm. 1991) – radziecki dyplomata.

## Życiorys
Był członkiem WKP(b), w 1937 ukończył studia na Uniwersytecie Tomskim, od 1944 pracownik Ludowego Komisariatu Spraw Zagranicznych ZSRR, 1955-1958 I sekretarz Ambasady ZSRR w Jugosławii. Od 1958 kierownik wydziału Ministerstwa Spraw Zagranicznych ZSRR, 1959 zastępca szefa Zarządu MSZ ZSRR, 1959-1963 ekspert-konsultant MSZ ZSRR, od 27 grudnia 1963 do 29 września 1966 ambasador nadzwyczajny i pełnomocny ZSRR na Islandii. Od sierpnia 1966 szef Zarządu Kadr MSZ ZSRR, od 8 lipca 1970 do 8 marca 1975 ambasador ZSRR w Kuwejcie.